# Strzelanina w kinie w Aurorze
Strzelanina w kinie w Aurorze – miała miejsce 20 lipca 2012 w kinie Century 16 Theaters znajdującym się w centrum handlowym Aurora Town Center w miejscowości Aurora w stanie Kolorado, podczas nocnej premiery filmu Mroczny rycerz powstaje. Mężczyzna ubrany w maskę i kamizelkę kuloodporną zaczął na ślepo strzelać do ludzi, uprzednio rzucając w nich granatem gazowym. Zginęło 12 ludzi, a zranionych zostało 58. 
Głównym podejrzanym był 25-letni James Holmes, który został aresztowany kilka minut po strzelaninie. W 2015 r. został skazany na 12 bezwzględnych dożywoci. Odczytanie wyroku zajęło 25 min.

## Opis wydarzeń

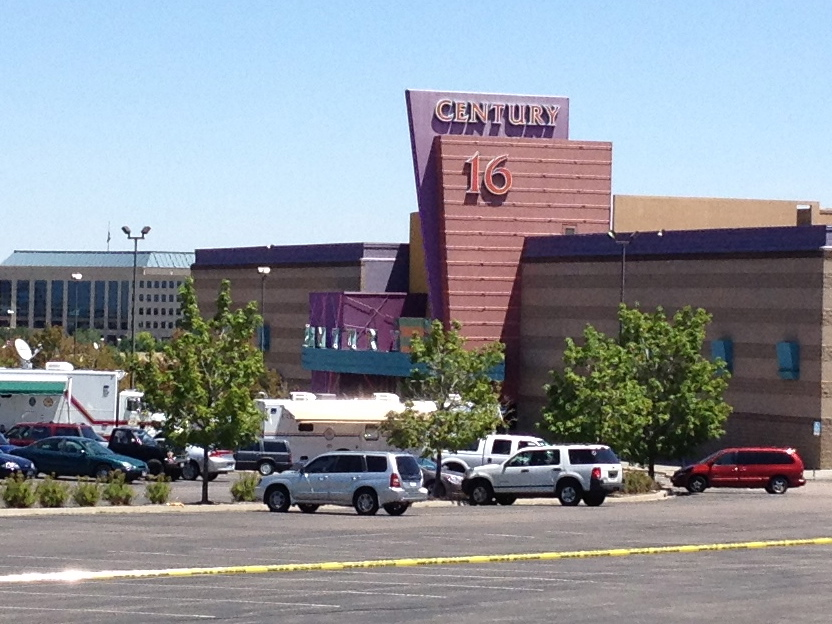
Kino, w którym miała miejsce strzelanina

Strzelanina miała miejsce w kinie Century 16, w mieście Aurora w stanie Kolorado. Morderca zakupił w kinie bilet na seans, po czym wyszedł z budynku awaryjnymi drzwiami wyjściowymi. Poszedł do swojego samochodu, który był zaparkowany niedaleko, zmienił ubranie – założył m.in. kamizelkę kuloodporną i maskę, oraz wziął ze sobą broń palną.
Strzelanina rozpoczęła się o godzinie 00:38 czasu lokalnego (UTC-6). Mniej więcej w tym czasie pojawiła się pierwsza scena ze strzelaniną w filmie. Zamaskowany mężczyzna rzucił w widownię granatem gazowym, po czym zaczął strzelać ze strzelby Remington model 870 i karabinu Smith & Wesson M&P15. Trzecią, i zarazem ostatnią użytą przez niego bronią, był pistolet .40 S&W Glock, gdyż używany wcześniej karabin zaciął się – gdyby nie to, ofiar byłoby prawdopodobnie więcej. Mężczyzna zaczął strzelać zza pleców widowni, po czym przesuwał się do przodu. Niektóre pociski przebijały się przez ściany i trafiały w widzów sąsiedniej sali kinowej, którzy oglądali ten sam film.
O godzinie 00:39 miał miejsce pierwszy telefon na numer 911. Policjanci przybyli na miejsce zdarzenia w ciągu 90 sekund i znaleźli trzy magazynki kalibru 40 i strzelbę.
Policjanci znaleźli podejrzanego Jamesa Eagana Holmesa o godzinie 00:45 obok jego samochodu stojącego tuż za kinem. Kilku oficerów znalazło w jego aucie parę sztuk broni palnej, w tym drugi pistolet Glock. Miał włosy pofarbowane na pomarańczowo.. Ponadto zażył ponad 100 mg Vicodinu około 2 i pół godziny przed strzelaniną.
Policja przesłuchała ponad 200 świadków ataku. Śledczy twierdzą, że Holmes działał sam i nie należał do żadnej większej grupy terrorystycznej.
Broń i amunicję Holmes zakupił legalnie. Według danych policji 60 dni przed strzelaniną zakupił 7000 nabojów.

## Ofiary

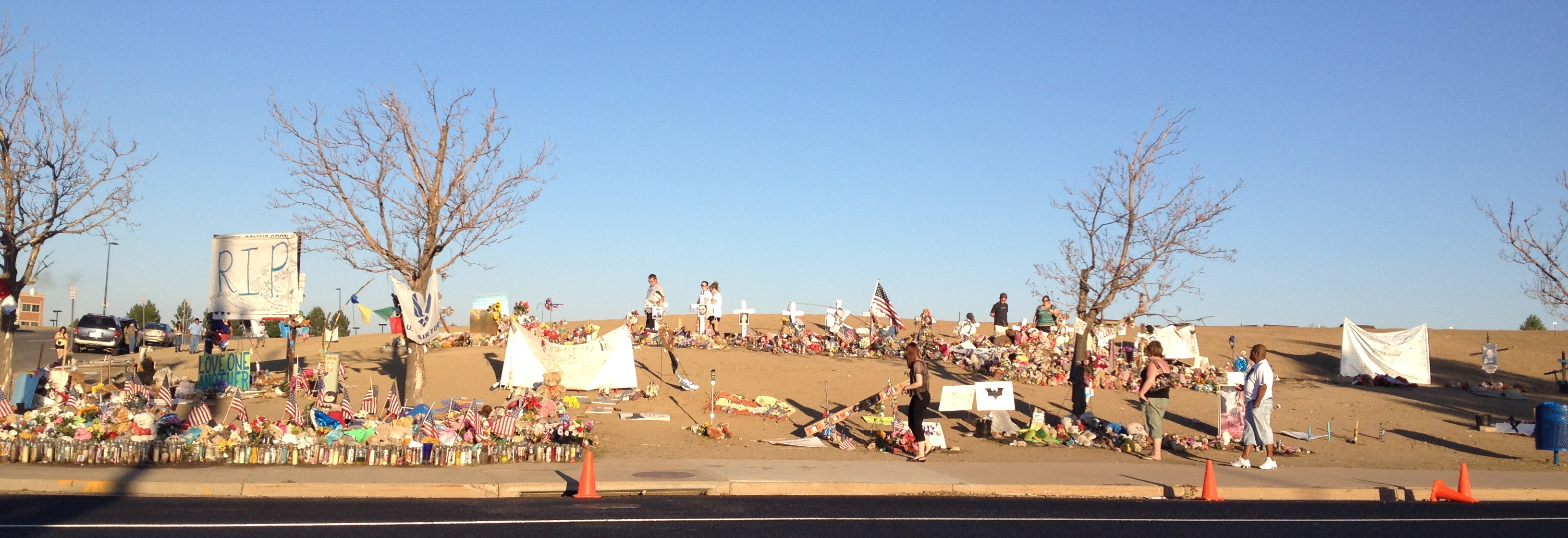
Miejsce pamięci naprzeciwko kina, w którym doszło do strzelaniny

Łącznie zostało postrzelonych 70 ludzi  z czego 12 zmarło  (dziesięć osób zginęło na miejscu, dwie w szpitalach). Niepostrzelonych świadków policja zabrała do szkoły Gateway High School, w celu przesłuchania.
Najmłodszą śmiertelną ofiarą strzelaniny jest 6-letnia Veronica Moser, a najstarszą 51-letni Gordon Cowden.

## Reakcje

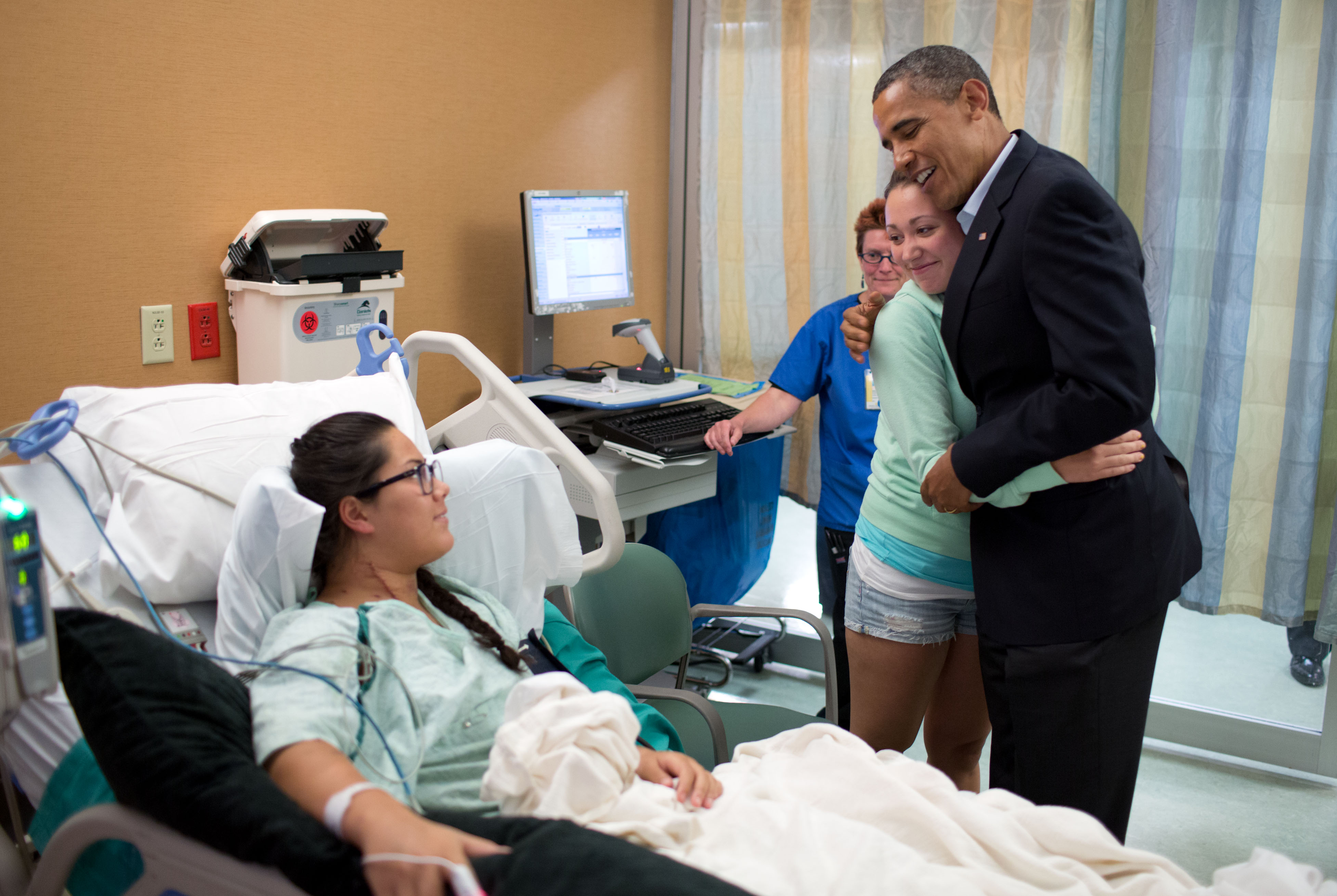
Prezydent Barack Obama odwiedzający ofiary strzelaniny w szpitalu

Prezydent Barack Obama kazał opuścić do połowy flagi Stanów Zjednoczonych, aż do 25 lipca. Spotkał się również z ofiarami strzelaniny i nadał specjalne oświadczenie do telewizji z Aurory.
Warner Bros., dystrybutor filmu Mroczny rycerz powstaje, wyraził głębokie ubolewanie w związku ze strzelaniną. Studio anulowało premiery filmu w Paryżu, Meksyku i Japonii oraz oznajmiło, że z szacunku do ofiar nie poda wpływów finansowych z weekendu aż do 23 lipca. Christopher Nolan, reżyser filmu, w imieniu swoim, aktorów i wszystkich pozostałych ludzi, którzy pracowali nad filmem, nazwał strzelaninę "bezsensowną tragedią" i wyraził smutek związany z jej ofiarami. Niektóre reklamy telewizyjne filmu zostały wycofane.
W niektórych stanach USA wzrósł poziom ochrony, w celu zapobiegnięcia podobnemu incydentowi. Kina AMC ogłosiły, że zamierzają zabronić wstępu osobom w maskach lub ze sztuczną bronią, choć nie będą zakazywać przychodzenia w przebraniach.

## Ofiary strzelaniny[30]
1. Jonathan Blunk (lat 24)
2. Alexander J. Boik (lat 18)
3. Jesse Childress (lat 29)
4. Gordon Cowden (lat 51)
5. Jessica Ghawi (lat 24)
6. John Larimer (lat 27)
7. Matthew McQuinn (lat 27)
8. Micayla Medek (lat 23)
9. Veronica Moser-Sullivan (lat 6)
10. Alex Sullivan (lat 27)
11. Alexander C. Teves (lat 24)
12. Rebecca Wingo (lat 32)